# Joggling
El joggling és un esport de competició que combina els jocs malabars i el fúting. Es tracta d'un mot creuat format amb les paraules angleses jogging (fúting) i juggling (jocs malabars). L'objecte més comú per a fer joggling són les pilotes, i el nombre d'objectes llançats és d'un mínim de tres.

## Normes
Les normes establertes per a la pràctica d'aquest esport són les següents:
1. El temps mínim és de 5 minuts, i el màxim de 8.
2. S'ha de mantenir un mateix patró amb els malabars mentre s'està corrent.
3. Si cau un objecte, el corredor ha de tornar al punt on ha caigut i continuar.

## Competició
El Campionat Mundial de Joggling (World Joggling Championship) forma part del festival internacional de l'Associació Internacional de Malabaristes (International Jugglers' Association), on es registren els resultats i es donen guardons als guanyadors. Qualsevol pot competir en aquest campionat, però els competidors han de ser capaços de fer malabars amb tres pilotes de manera competent. Es fan diverses carreres depenent del sexe, els metres (o quilòmetres) recorreguts i el nombre de pilotes (fins a 7). El format actual de les carreres inclou distàncies des dels 100 metres fins als cinc quilòmetres, així com carreres de relleus en què un company li passa la pilota a un altre, que està esperant amb dos pilotes a la mà. També hi ha carreres de 100 metres amb cinc pilotes i amb set pilotes.
El primer campionat va ser en 1980, organitzat per Bill Giduz. Es van fer dues carreres: una de cent iardes que travessava un camp de futbol, i una d'una milla en una pista d'interior.

## Rècords
Els Rècords Guiness són:
- Kirk Swenson (16:55, 5 quilòmetres), 1986.
- Owen Morse (13.8, 100 metres, 5 pilotes) 1988; (11.68, 100 metres, 3 pilotes) 1989.
- Franz Roos (56.06, 400 metres), 1997.
- Owen Morse, Jon Wee, Tuey Wilson, i Albert Lucas (3:57.4, relleus d'una milla), 1990.
- David Ferman (2:55.3, 1.000 metres, 3 pilotes), 2011.
- Will Howard (4:42, una milla), 2003
- Michal Kapral (36:27, 10 quilòmetres), 2006.
- Michal Kapral (2:50:09, marató), 2007.
- Perry Romanowski (8:23:52, ultramarató de 50 milles), 2007.

En juliol de 2012, Matthew Feldman, un estudiant de la Universitat de Florida, va batre un Rècord Guiness de joggling. Va córrer una milla amb cinc pilotes en 6 minuts i 33,65 segons, superant el rècord anterior de 7 minuts i 41 segons de Bill Gilen.